# 龍王尊
龍王尊（りゅうおうそん）とは、平安時代中期、法華経を読誦する妙達上人の前に現れた、法華経『妙法蓮華経提婆達多品』後半部分に登場する娑伽羅龍王とその第三龍女である。
山形県鶴岡市下川の龍澤山善寳寺で、「龍宮龍道大龍王」「戒道大龍女」の両大龍王尊として尊崇され、一般には龍神様と呼ばれている。
龍王尊の「尊」は、仏や貴人を尊んでいう語であり、妙法蓮華経提婆達多品の龍女成仏の故事による。曹洞宗の開祖道元禅師は、その著書『正法眼蔵』の「第二十八 礼拝得髄」の巻において、「佛法を修行し、佛法を道取せんは、たとひ七歳の女流なりとも、すなはち四衆の導師なり、衆生の慈父なり。たとへば龍女成仏のごとし。供養恭敬せんこと、諸佛如来にひとしかるべし。これすなわち佛道の古儀なり。」と示されている。
なお、この項目では、法華経に懸かる龍王尊の二つの物語について記載する。

## 妙法蓮華経提婆達多品（提婆達多や龍女の成仏を説く）

### 法華経を聞くために奴隷になる
釈迦牟尼如来は、最も卓越した法（法華経）を求めて、法華経を与えてくれる人の奴隷になると宣言する。その時、一人の仙人が法華経を聞かせると告げたので、喜んで仙人のために奴隷の仕事をすることを承諾した。提婆達多こそがその仙人であり、私の善知識であった。法華経を得てブッダとして成し遂げたことのすべては、提婆達多のおかげなのだ。
法華経を聞いて疑わず清らかな心を持って信順する人は誰であっても、ブッダの国土に生まれ、誕生のたびごとに法華経を聞き、卓越した地位を獲得するであろうと説く。

### 八歳の龍女の成仏
その時、釈迦牟尼如来は、帰ろうとする智積菩薩を呼び止めて、文殊師利菩薩と法について議論した後で帰るように告げると、文殊師利菩薩が大海のサーガラ龍王の宮殿から空中に上昇し、釈迦牟尼如来に近づき挨拶する。
世尊から法座を譲られた文殊師利菩薩は、大海の中で白蓮華のように最も勝れた正しい教え（法華経）という経を説いたと語る。智積菩薩は、法華経は深遠で微妙であり、この経を理解できる衆生がいるのかと問う。文殊師利菩薩は、「サーガラ龍王の娘（龍女）は八歳で、大いなる智慧をそなえ、研ぎ澄まされた能力を持ち、如来が説かれた象徴的表現の意味を会得している。広大なる誓願を持ち、一切衆生に対して慈愛に満ちた心を持ち、慈しみの言葉を語るのだ。 その龍王の娘 は、正しく完全な覚りを得ることができるのだ」と主張することで問答がはじまる。
智積菩薩は、「釈迦如来は、幾千という多くの劫にわたって菩薩であり、努力精進して、覚りを得られた。それに比べて、サーガラ龍王の娘が、一瞬のうちに覚りを 得ることができるということを信じることはできない。」と言う。
その時、サーガラ龍王の娘が現れ、世尊に挨拶し、「私にとって完全なる覚りは思うがままで、衆生を苦しみから解き放つ広大な法を説きましょう」と言う。
舎利弗尊者は、「女性は、どんなに努力精進し、諸々の善行をなし、六波羅蜜を成就しても、ブッダの位に達した前例はない。理由は、女性は五つの位（梵天・帝釈天・大王・転輪王・菩薩）に到達したことはないからだ。」どちらも龍女が成仏することができると信ずることができない。
すると、サーガラ龍王の娘は、舎利弗尊者に対しては変成男子してみせ、智積菩薩に対しては、菩提樹の根もとに坐って即座に完全な覚りを開き、光明によって十方を照らして説法する。この龍女成仏は「諸行無常」「諸法無我」の理（ことわり）をあらわすとともに、法華経の功徳を物語る。また、その説法を聞いた衆生のすべてが、この上ない正しく完全な覚りにおいて不退転となった。そして、その世界と、この娑婆世界は、六種類に震動した。すると、智積菩薩と舎利弗尊者は沈黙してしまった。

## 法華経の行者である妙達上人の物語と善寳寺縁起
平安時代中期の天台宗の僧、善寳寺開基龍華妙達上人は、出羽国（現在の山形県）の庄内平野の南の山に天暦5年（951年）の秋、龍華寺という草庵を開き、もっぱら『法華経』を読誦していたと伝えられる。天暦9年（955年）に五穀断ちをして、入定修行に入り、7日後にこの世に蘇ったといわれている。入定後、妙達上人は閻魔王の都に召されて、「汝は『法華経』をよく読み、煩悩なし。速やかに帰るべし」と云われ、この世に帰された。
　妙達上人は帰る前に父母に会いたいと申し上げると、「父母は地獄にあり苦しんでいる。父母の罪を抜くために功徳を積みなさい」と、閻魔王は言い、さらに人間の死後の様々な様子を見せてくれた。功徳を積んだ者は兜率天に生まれ、罪を作りし者は地獄にあり、さらには大蛇、九頭竜に生まれて苦しんでいるものもある。地獄の苦しみの人々を兜率天に渡す誓願をおこせと閻魔王は申し渡したという。
ある時、妙達上人の所に、龍が現れた。故あって龍の身となった。『法華経』の功徳を受けたいという。龍は妙達上人の『法華経』読誦を聞き、願い叶い、妙達山の麓にある池に身を隠したといわれる。この池が「貝喰の池」で、その龍は「龍神様」であった。
その後、延慶2年（1309年）に總持寺二祖、善寳寺開祖の峨山韶碩禅師は妙達山に巡錫し、妙達上人の坐禅石に坐禅をしていると龍神様が現れたという。禅師が「三帰戒」を授けると貝喰池に消えたと伝えられている。
峨山禅師より七代後の善寳寺開山太年浄椿禅師は、文安3年（1447年）龍華寺を復興して伽藍建立を果たし、龍澤山と号し、善寳寺と改められた。その受戒会に再度、龍神様が現れ戒脈伝授を願う。「我は八大龍王の一人なり。ともなえるは第三の龍女なり。先に妙達上人の甘露の妙典の功徳を受け、更に峨山禅師に参じて戒を受け、ここに太年禅師には授戒で血脈を授けられ、不退転の法楽を得たり。我眷属を率いて尽未来際、この御山を守護せらん。我に祈請するものあらば、必ず心願成就せしめん」と言い終わるや迅雷烈風天地震動、貝喰の池に身を蔵した。太年禅師は龍王殿を建立し、峨山禅師を以て崇敬開山なし、太年禅師自らを伝燈開祖す。更に奥の院の貝喰の池には龍神堂を建立し、龍神様をお祀りして今日に至る。